# Баллада о дамах былых времён
Баллада о дамах былых времён (фр. Ballade des dames du temps jadis) — стихотворение Франсуа Вийона.

## Содержание
Одно из наиболее известных произведений Вийона, вместе с «Балладой о сеньорах былых времён» и «Балладой на старофранцузском языке» составляющее центральную часть «Большого завещания», написанного поэтом в 1461—1462 годах, после выхода на свободу по амнистии из орлеанской тюрьмы и перед новым арестом в Париже. Название, как и для других частей «Завещания», было дано Клеманом Маро в издании 1533 года.
По форме представляет собой короткую балладу из трех восьмистиший и посылки, написанных октосиллабами, в которых «красота отрывка коренится в шелестящей легкости рифм aine и is» и «мистерии звуков имен, подсказывающих неопределенные образы», используется повторение тавтологических эпитетов, подчеркивающих хрупкость и недолговечность женской красоты, а эффект грустной и легкой иронии достигается за счет рефрена «Но где же прошлогодний снег?» (Mais ou sont les neiges d’antan?), использующего традиционные темы библейского ubi sunt (Где те, которые до нас жили на свете?) и неумолимого течения времени.
Посылка баллады адресована поэту и покровителю поэтов герцогу Шарлю Орлеанскому.
| Оригинал | Перевод В. Я. Брюсова (1913) | Перевод Н. С. Гумилёва (1913) |
| --- | --- | --- |
| Ballade des dames du temps jadis | Баллада о женщинах былых времён | Баллада о дамах прошлых времён |
| Dictes moy ou, n’en quel pays, Est Flora, la belle Rommaine ; Archipiades, ne Thaïs, Qui fut sa cousine germaine ; Echo, parlant quand bruyt on maine Dessus riviere ou sus estan, Qui beaulté eut trop plus qu’humaine ? Mais ou sont les neiges d’antan !            | Скажите, где, в стране ль теней, Дочь Рима, Флора, перл бесценный? Архиппа где? Таида с ней, Сестра-подруга незабвенной? Где Эхо, чей ответ мгновенный Живил, когда-то, тихий брег, С её красою несравненной? Увы, где прошлогодний снег!       | Скажите мне, в какой стране, Прекрасная римля́нка Флора, Архипиада… Где оне, Те сёстры прелестью убора; Где Эхо, гулом разговора Тревожащая лоно рек, Чьё сердце билось слишком скоро? Но где же прошлогодний снег! |
| Ou est la tres sage Heloïs, Pour qui fut chastré et puis moyne Pierre Esbaillart à Sainct-Denys ? Pour son amour eut cest essoyne. Semblablement, ou est la royne Qui commanda que Buridan Fust geté en ung sac en Seine ? Mais ou sont les neiges d’antan !           | Где Элоиза, всех мудрей, Та, за кого был дерзновенный Пьер Абеляр лишён страстей И сам ушёл в приют священный? Где та царица, кем, надменной, Был Буридан, под злобный смех, В мешке опущен в холод пенный? Увы, где прошлогодний снег!         | И Элоиза где, вдвойне Разумная в теченьи спора? Служа ей, Абеляр вполне Познал любовь и боль позора. Где королева, для которой Лишили Буридана нег И в Сену бросили, как вора? Но где же прошлогодний снег?        |
| La royne Blanche comme lis, Qui chantoit a voix de seraine ; Berthe au grant pié, Bietris, Alis Harembourgis, qui tint le Maine, Et Jehanne, la bonne Lorraine, Qu’Englois brulerent a Rouen ; Ou sont liz, ou, Vierge souveraine ?… Mais ou sont les neiges d’antan ! | Где Бланка, лилии белей, Чей всех пленял напев сиренный? Алиса? Биче? Берта? — чей Призыв был крепче клятвы ленной? Где Жанна, что познала, пленной, Костер и смерть за славный грех? Где все, Владычица вселенной? Увы, где прошлогодний снег! | Где Бланш, лилея по весне, Что пела нежно, как Аврора, Алиса… О, скажите мне, Где дамы Мэна иль Бигорра? Где Жанна, воин без укора, В Руане кончившая век? О Дева Горнего Собора!… Но где же прошлогодний снег?    |
| Envoi Prince, n’enquerez de sepmaine Ou elles sont, ne de cest an, Qu’a ce refrain ne vous remaine : Mais ou sont les neiges d’antan ! | Посылка О, государь! с тоской смиренной Недель и лет мы встретим бег; Припев пребудет неизменный: Увы, где прошлогодний снег! | Посылка О принц, с бегущим веком ссора Напрасна; жалок человек, И пусть нам не туманит взора: «Но где же прошлогодний снег!»                                                                                       |

В стихотворении упоминаются героини древние и средневековые: Флора, Алкивиад (Archipiades; Боэций почитал его красоту образцовой, поэтому средневековые авторы считали, что он писал о женщине), Таис, Эхо, Элоиза, Берта, Эрембурга Мэнская, Жанна д'Арк, сожжённая в год рождения Вийона, и двое мужчин: Пьер Абеляр и Жан Бюридан. Королева, приказавшая бросить Бюридана в Сену, вероятно, Маргарита Бургундская, героиня легенды о Нельской башне, а кем является «королева Белая как лилия» (La royne Blanche comme lis), «что пела голосом сирены», неясно, возможно, это Бланка Кастильская. Кто такие Беатриса и Алиса — из текста установить затруднительно; предположительно, это дамы из рыцарских романов.
Баллада (точнее, её рефрен) вызвала много подражаний в позднейшей литературе, вплоть до XX века, когда Жорж Брассенс в 1953 году положил её на музыку. Аллюзией на текст Вийона является название его поэмы 1962 года «Les amours d’antan : Mon prince, on a les dames du temps jadis qu’on peut».
На английский язык переведена Данте Габриелем Россетти.

## Русские переводы
- В. Я. Брюсов — Баллада о женщинах былых времён (1913)
- Н. С. Гумилёв — Баллада о дамах прошлых времён (1913)
- С. А. Пинус — Баллада о дамах былых времён (1913)
- В. Е. Жаботинский — Баллада о дамах былых времён (1914; вольный перевод, вместо оригинальных привел имена Елены, Фрины, Мессалины, Юдифи, Аспасии, Изольды, Беатриче, Эсфири и Семирамиды, а Жанну назвал «рейнской девой»)
- И. Г. Эренбург — Баллада о дамах былых времён (1916)
- П. П. Лыжин — Баллада о дамах былых времён (1940-е)
- Ф. Л. Мендельсон — Баллада о дамах былых времён (1963; наиболее точный перевод)
- В. Перелешин — Баллада о дамах былых времён (1973)
- В. Г. Дмитриев — Баллада о женщинах былых времён (1983)
- Ю. Б. Корнеев — Баллада о дамах былых веков (1983)
- Ю. А. Кожевников — Баллада о дамах минувших времён (1995)